# Hakan Yakın
Hakan Yakın (Basileia, 22 de fevereiro de 1977) é um ex-jogador de futebol e atual treinador suíço que atuava como meia.
Meio-atacante filho de imigrantes turcos, iniciou a carreira em 1994 e desde 2005 joga no Young Boys, de Berna. Pela Seleção Suíça, joga desde 2000, tendo marcado 14 gols em 56 jogos. Ao lado do irmão mais velho, o agora ex-jogador Murat Yakın, defendeu o país na Eurocopa 2004. Depois da Euro, chegou a jogar na terra de suas raízes, passando uma temporada sem sucesso no Galatasaray.
Temperamental, não chegou a estar entre os 23 originalmente convocados pelo técnico Köbi Kuhn para a Copa do Mundo de 2006 (para a qual ironicamente a Suíça eliminou a Turquia, em tumultuada repescagem), mas acabou sendo chamado posteriormente para o mundial para substituir o cortado Johan Vonlanthen, herdando deste a camisa 22 na Copa.
Na Eurocopa 2008, co-sediada na Suíça, acabou sendo o solitário destaque do selecionado helvético, eliminado já na segunda rodada frente aos rivais turcos. Yakın marcou os três gols da equipe na Euro, incluindo um contra a Turquia, ao qual ele não comemorou.